# セオドール・ディーナー
セオドール・ディーナー（Theodor Otto Diener, 1921年2月28日 - 2023年3月28日）は、アメリカ合衆国の植物病理学者。1971年、彼はジャガイモやせいも病の原因物質がウイルスではなく、タンパク質の被膜を持たない一本鎖RNAの短い鎖のみからなり、最小のウイルスよりも80倍も小さい新種の物質であることを発見した。彼はこの物質と、まだ発見されていない類似の病原体を「ウイロイド」と名付けることを提案した。ウイロイドはウイルスに取って代わり、知られている感染性物質の中で最小のものとなった。

## 経歴
1921年2月28日スイスのチューリッヒで生まれる。1946年にスイス連邦工科大学チューリッヒ校を卒業し、理学博士の学位を取得。卒業後、ヴェーデンスヴィルにあるスイス連邦ワイン栽培・園芸試験場で助手を務め、アルプス以南ではよく見られるが北部ではめったに見られないサビ病菌（Puccinia cerasi）が、サクラの葉に発生しているのを100年以上ぶりに発見した。
1949年、アメリカに移住し、ロードアイランド州立大学に短期間在籍した後、プロッサーにあるワシントン州立大学の灌漑試験場で植物病理学者助手の職を得た。彼は、ピペコリン酸が、Western-X-Diseaseの症状を示すモモの葉にのみ蓄積していること、また、健康なモモの苗にこのアミノ酸を注入すると、病気の症状に酷似した異常が生じることを示し、ピペコール酸がこの病気の分子病態に深く関わっていることを示した。
1959年、メリーランド州ベルツビルの農業研究センターで、米国農務省農業研究局の植物ウイルス学先駆的研究室に加わり、ジャガイモやせいも病の原因を調査した。その結果、既知の最も小さなウイルスよりも80倍も小さいRNA分子が原因物質であることを発見し、ウイロイドという言葉を提唱した。その後、ウイロイドは一本鎖の環状RNA分子であり、塩基対を形成した棒状構造であることが明らかになった。ウイロイドは、ウイロイド様サテライトRNAとともに、国際ウイルス分類委員会（ICTV）により、2014年の発表において、2科、8属、32種を包含するサブウイルスの新しい目として正式に承認された。
1989年、ディーナーは、ウイロイドのユニークな性質が、イントロンや他のRNAよりも、仮説上における細胞以前のRNA世界の「生きた化石」として有力な候補であるという仮説を立てた。 2016年、ディーナーは自身の仮説を再評価し、その結果、ディーナーの仮説は依然として有効であるが、細胞性RNA(cellular RNA)に比べウイロイドがより最近に起源を持つという代替仮説も考慮する必要があるとした。
最初の妻Shirley Baumannとの間に3人の息子をもうけたが、その後離婚。1968年にSybil Foxと再婚し2012年に死別。2023年3月28日、メリーランド州ベルツビルの自宅で死去、享年102歳。
ウイロイドに関する2冊の本、120本の査読付き論文、53の書籍の章を執筆し、世界中でウイロイドに関する講演を行っていた。

### 受賞歴
- 1968: Campbell Award, American Institute of Biological Sciences
- 1969: Superior Service Award, アメリカ合衆国農務省
- 1973: Fellow Award; American Phytopathological Society
- 1975: Alexander von Humboldt Award, Alexander von Humboldt Society
- 1976: Ruth Allen Award: American Phytopathological Society[16]
- 1977: Elected Member; 米国科学アカデミー[17]
- 1978: Elected Fellow, アメリカ芸術科学アカデミー
- 1979: Elected Andrew D. White Professor-at-Large, コーネル大学
- 1980: Elected member, Leopoldina, German Academy of Sciences
- 1987: ウルフ賞農業部門, ウルフ財団/イスラエル[18]
- 1987: アメリカ国家科学賞, アメリカ合衆国[19]
- 1988: E.C. Stakman Award, ミネソタ大学[20]
- 1988: Distinguished Service Award, Potomac Division, American Phytopathological Society
- 1989: Inducted into Science Hall of Fame, Agricultural Research Service, アメリカ合衆国農務省[21]
- 1989: Named Distinguished Professor, メリーランド大学, カレッジパーク市
- 1994: Named Distinguished Professor Emeritus, メリーランド大学,  カレッジパーク市